# Skierreoaivve
Skierreoaivve är ett berg i Finland. Det ligger i Enontekis i den norra delen av landet, 1 000 km norr om huvudstaden Helsingfors. Toppen på Skierreoaivve är 477 meter över havet.
Terrängen runt Skierreoaivve är platt.  Trakten runt Skierreoaivve är nära nog obefolkad, med mindre än två invånare per kvadratkilometer. Det finns inga samhällen i närheten. Omgivningarna runt Skierreoaivve är i huvudsak ett öppet busklandskap.